# Vulvodynie
Vulvodynie – lat. auch als Vulvodynia oder Vestibulitis Vulvae Syndrom bezeichnet  – ist die Bezeichnung für Missempfindungen und Schmerzzustände im Bereich der äußeren, primären Geschlechtsorgane einer Frau, für die oft keine erkennbaren Ursachen gefunden werden.

## Subtypen
Die wichtigsten Subtypen der Vulvodynie sind:
- die lokale provozierte Vestibulodynie (LPV), charakterisiert durch lokal ausgelöste Schmerzen des Scheidenvorhofs (Vestibulitis), (englisch provoced vestibulodynia (PVD) oder vulvar vestibulitis syndrome (VVS)),
- die generalisierte Vulvodynie (GVD), gekennzeichnet durch Schmerzen ohne speziellen Auslöser. Manche Frauen haben allgemein bestehende Schmerzen und zudem werden durch lokale Einwirkungen noch Schmerzen ausgelöst. Die LPV ist die häufigste Form.[3][4]

## Klinische Erscheinungen
Die Beschwerden reichen vom Gefühl des Wundseins über Brennen bis hin zu brennenden oder stechenden Schmerzen am Scheideneingang als Reaktion auf Berührung oder Druck am Scheidenvorhof. Die Berührungs- und Druckempfindlichkeit kann so hoch sein, dass es der betroffenen Frau beispielsweise nicht möglich ist, enge Jeans zu tragen oder Fahrrad zu fahren.
Frauen mit Vestibulitis haben ein an einer Rötung erkennbares Erythem bei erhöhter oberflächlicher Durchblutung in den hinteren Bereichen der Schleimhaut des Scheidenvorhofs (Vestibulums). Dabei können atrophische Veränderungen des Oberflächenepithels vorliegen.
Manche Frauen mit generalisierter Vulvodynie haben auch chronische Missempfindungen und Brennen in der gesamten Vulva, also auch an den kleinen Labien, den Innenseiten der großen Labien und am Rand des Scheideneingangs zum Perineum hin.
Der Beginn der Schmerzhaftigkeit liegt bei manchen Frauen beim ersten Versuch, Intimverkehr zu haben, bei anderen nach einem längeren Zeitraum schmerzlosen Intimverkehrs.

## Prävalenz
Eine Studie in den USA an fast 5000 Frauen unterschiedlicher Ethnien im Alter von 18 bis 64 Jahren ergab eine Prävalenz von 15,6 Prozent mit chronischen Schmerzen in der Vulva. 12,4 Prozent berichteten von regelmäßig auftretender provozierter Vulvodynie durch Berührungen in der Vulva oder beim Eindringen des Penis.

## Ursachen
Häufig ist es schwierig, eine Ursache zu finden. Reizzustände der Haut beispielsweise durch Seifen, ungeeignete Pflegemittel oder Intimpflegemittel kommen als mögliche Ursache in Frage. Die generalisierte Vulvodynie beginnt in der Regel nach einem akuten Ereignis, wobei als Auslöser häufig lokale Behandlungen wie das Eincremen der Vulva oder Laseroperationen genannt werden. Die Anamnese ergibt häufig, dass die Patientinnen wiederholt gegen vaginale Pilzinfektionen behandelt wurden, wobei keine Studie belegt, dass die LPV mit einem infektiösen Wirkstoff in Zusammenhang steht. Typischerweise haben die Frauen viele Behandlungen mit Antimykotika, Antibiotika, Kortikosteroiden, Steroidhormonen, Lokalanästhetika und vielen weiteren Salben und Cremes hinter sich, die die Symptome lindern sollen, von denen manche aber den Zustand zu verschlimmern scheinen. Die chronische aseptische Vestibulitis wird wahrscheinlich durch eine Irritation der Haut verursacht infolge von Geschlechtsverkehr ohne genügend sexuelle Reaktion, d. h. bei unzureichender Gleitfähigkeit oder infolge von Druck bei vaginistischer Reaktion.
Überempfindlichkeit gegenüber bestimmten Inhaltsstoffen in der Nahrung (Nahrungsmittelunverträglichkeit) kann dazu führen, dass einige Minuten bis hin zu einer halben Stunde nach Genuss beispielsweise oxalat- oder glutamathaltiger Lebensmittel die Mastzellen Histamine ausschütten, die Schmerzen verursachen. Eine zweiwöchige Diät mit nur wenigen reizarmen Lebensmitteln kann in solchen Fällen zur Aufklärung beitragen.
Die Ursachenforschung für beide Subtypen führte zu der Schlussfolgerung, dass es wahrscheinlich multiple Entstehungswege und zahlreiche Faktoren für ein Fortbestehen der besonderen Schmerzempfindlichkeit gibt. Es gibt verschiedene Theorien, die jeweils durch Forschungsergebnisse gestützt werden.
Genetische Faktoren:
- Allele, die mit einer abnormalen Regulierung von Entzündungen in Zusammenhang stehen
- Allele, die sich auf die Antwort des Immunsystems auf Mikroorganismen auswirken

Hormonelle Faktoren:
- höheres Risiko bei Anwenderinnen oraler Verhütungsmittel
- Verringerung der Genexpression für die Östrogenrezeptoren
- orale Kontrazeptiva verändern Hormonaufnahme und Morphologie des Vestibulums
- höheres Risiko bei Personen mit früher Menarche und Menstruationsbeschwerden

Vestibuläre Gewebefaktoren:
- erhöhte Werte bei Entzündungsmediatoren
- erhöhte Dichte an Nervenfasern
- erhöhte subepitheliale Heparanaseaktivität
- mehr Schmerzrezeptoren
- erhöhte Durchblutung
- erhöhte Werte bei schmerzbezogenen Peptiden

Dysfunktion des Zentralnervensystems:
- erhöhte Empfindlichkeit gegenüber vestibulären Berührungen
- erhöhte Empfindlichkeit gegenüber Berührungen in nicht vestibulären Bereichen
- allgemein mehr schmerzbedingte Beschwerden
- erhöhte neurale Reaktion auf Berührungen und Schmerzen
- Mehr graue Substanz in schmerzbezogenen Hirnregionen

Dysfunktion der Beckenbodenmuskulatur:
- erhöhter Tonus, Instabilität, geringe Kontraktionskraft und schlechte Erholung nach Kontraktion.[9]

## Psychische Auswirkungen
Bei eingehender Befragung sagen viele Frauen, dass es zu Beginn der Symptome eine Zeit gab, in der sie Intimverkehr hatten, ohne sexuell erregt zu sein, weil sie das Verlangen danach nicht verspürten, zum Beispiel weil der Partner nicht auf ihre Wünsche einging, sie sich aber nicht sexuell unzulänglich fühlen wollten. Vulvodynie gehört bei Frauen vor der Menopause zu den häufigsten Ursachen für Dyspareunie. Sie erzeugt bei vielen Betroffenen das Gefühl, keine Kontrolle über den eigenen Körper und ihr Leben zu haben. Sexuelles Verlangen, Lubrikation und sexuelle Erregung werden vermindert. Betroffene Frauen haben weniger Intimverkehr und erleben selten oder nie einen Orgasmus. Viele reduzieren ihre sexuellen Aktivitäten oder stellen sie ganz ein. Sie leiden infolge der Schmerzen häufig unter Hypervigilanz und psychischem Stress. Daraus folgende Beziehungsschwierigkeiten setzen einen Teufelskreis in Gang. Dysfunktionen der Beckenbodenmuskulatur, zu denen auch vaginistische Reaktionen zählen, die zunächst aus den Schmerzen resultieren, bewirken eine Zunahme des Leidensdrucks. Die Wechselwirkungen dieser Faktoren erklären das Fortbestehen der Schmerzen und können zu einer Verschlimmerung ohne äußere Ursachen führen.

## Diagnose
Die Diagnostik erfolgt auf dem Weg der Ausschlussdiagnose, dazu gehören Untersuchungen auf mögliche Infekte wie vaginale Pilzinfektionen, bakterielle Vaginose und gegebenenfalls auch Feigwarzen. Bei unauffälligem Befund kann eine Gewebsprobe unter kolposkopischer Sicht entnommen werden, um z. B. eine Autoimmunerkrankung des Gewebes auszuschließen. In seltenen Fällen kommt z. B. eine Neurodermitis der Vulva vor.
Anhand der genauen Beschreibung des Schmerzes (dumpf, stechend, ausstrahlend oder nicht, örtlich genau begrenzt oder wandernd, gleichbleibend, pulsend, tageszeitabhängig, zyklusabhängig oder -unabhängig, (un-/)abhängig von körperlicher Belastung, ohne äußere Anzeichen oder mit Rötung/Schwellung/…, psychisch sofort stark belastend oder ignorierbar) kann unter Umständen eingegrenzt werden, um welche Art von Schmerzursache es sich handeln kann.

## Therapie
Die Behandlung hängt von den Ursachen der Vulvodynie ab.
Sollte ein Pilzinfekt vorliegen, wird dieser entsprechend mit Antimykotika behandelt, bei immer wiederkehrenden Infekten eventuell auch als Tablettenbehandlung, damit die häufig anzuwendenden Cremes nicht durch ihre Inhaltsstoffe zu einer Verschlechterung der Missempfindung der Haut führen.
Sollten bakterielle Infekte die Ursache sein, werden diese gezielt nach Ermittlung des Bakteriums und einer Empfindlichkeitsprüfung durch ein Antibiotikum behandelt. Sollte eine Nervenirritation (z. B. am Nervus pudendus) die Ursache sein, ist diese entsprechend zu behandeln.
Muskelverspannungen können durch Beckenbodentraining gelockert werden, in Einzelfällen durch die zusätzliche Gabe von Muskelrelaxantien (die Muskelspannung herabsetzende Medikamente).
Es wird empfohlen, nach Möglichkeit einen multidisziplinären Ansatz zu wählen, bei dem eine Psychologin zur Befragung und Beratung und für die Untersuchung und Behandlung der Beckenbodenmuskeln eine Physiotherapeutin einbezogen werden. Sollte keine spezifische Ursache zu finden sein, kann eine Therapie mit einem trizyklischen Antidepressivum erfolgen. Auch eine Behandlung mit einem Antikonvulsivum (z. B. Pregabalin) ist möglich. Diese Medikamente bewirken eine Herabsetzung der Empfindsamkeit für den Schmerz-/Juckreiz. Die Behandlung braucht Zeit. Vollständige Heilung ist nicht immer zu erreichen.